# Arrastão (cançó)
|  | Aquest article tracta sobre la cançó d'Elis Regina. Si cerqueu la tàctica de robatoris massius, vegeu «Arrastão». |

Elis Regina l'any 1965.

"Arrastão" ("arrossegament" en català) és una cançó brasilera amb lletra de Vinicius de Moraes i música d'Edu Lobo, composta el 1965. Va ser interpretada per Elis Regina en el I Festival de la Música Popular Brasilera, organitzat per la TV Excelsior, guanyant el primer premi.
La presentació explosiva d'Elis en el Festival va trencar amb totes les regles establertes durant la dècada prèvia per la bossa nova: contenció vocal i actuació minimalista. Això va causar un xoc rupturista amb el gènere que havia marcat tota una generació al país i, per aquest motiu, acostuma a citar-se aquest moment com el naixement del nou estil que agafaria el relleu de la bossa: l'MPB.
Un altre dels trencaments amb la bossa nova és la tria d'una temàtica pròpia de la cultura brasilera. En aquest cas, la lletra de Moraes rememora la pesca tradicional al litoral nord-est del país, practicada des de jangades i amb la tècnica d'arrossegament. També es mencionen diversos sants i divinitats, tant cristianes com del candomblé, molt arrelades al país: Santa Bàrbara, Yemayà i Nostre Senyor del Bon Fi.